# Kirby's Block Ball
Kirby's Block Ball, conosciuto in Giappone con il titolo di Kirby no Block Ball (カービィのブロックボール?, Kābī no Burokku Bōru, lett. "Kirby della Palla Blocco"), è un videogioco sviluppato da HAL Laboratory e pubblicato per Game Boy nel 1995. È uno spin-off della serie Kirby. Nel 2011 è stato distribuito per Nintendo 3DS tramite Virtual Console.
Molto simile per struttura a giochi come Breakout e Arkanoid, ogni fase viene completata eliminando tutti i blocchi distruttibili. Kirby dispone però di quattro abilità di copia che gli permettono eseguire mosse peculiari e aumentare il punteggio più alto possibile.

## Modalità di gioco
Il giocatore controlla le pale lungo i bordi dello schermo per far cadere una palla che rimbalza, ovvero Kirby, contro mattoni distruttibili. Il giocatore perde una vita se Kirby colpisce uno dei bordi dello schermo coperti di punte. Ciascuno degli undici livelli del gioco include cinque round di schemi di blocchi sempre più complessi che Kirby potrà completare. I dieci diversi tipi di blocco variano in durata e valore in punti. Un colpo tempestivo della palla dà a Kirby un potente rimbalzo capace di sfondare i blocchi più duri. Un altro tipo di blocco trasforma i blocchi rimanenti in un round bonus che premia il giocatore per aver ripulito lo schermo nel minor tempo possibile. Il giocatore può trovare Stelle Warp che conducono a minigiochi in cui il giocatore può guadagnare vite extra. I round includono anche nemici da attaccare ed evitare. Alcuni nemici permettono di ottenere oggetti bonus. Ogni fase termina con una lotta contro un boss.
Kirby può utilizzare alcune delle abilità Copia originarie della serie principale per interagire con i blocchi in modo differente. Ad esempio, le scintille consentono a Kirby di sfondare blocchi altrimenti indistruttibili e le spine di attaccarsi a una paletta per lanciarsi di nuovo da una posizione più vantaggiosa. Il gioco ha una cornice a tema e utilizza un'ampia tavolozza di colori nel gioco quando viene giocato con il Super Game Boy.

## Sviluppo
Il gioco è stato sviluppato da HAL Laboratory assieme Nintendo R&D1 di Gunpei Yokoi e pubblicato da Nintendo.  A un certo punto dello sviluppo, HAL decise che il gioco non assomigliava a un gioco di Kirby. Il team trascorse quindi sei mesi a rivedere completamente il gioco seguendo esplicite istruzioni su come Kirby dovrebbe muoversi. I giochi Kirby contengono infatti elementi di movimento creativo senza restrizioni come leitmotif.
Kirby's Block Ball venne reso disponibile per il Game Boy prima in Giappone nel 1995 e successivamente in Europa (1995) e Nord America (maggio 1996). Successivamente fu poi emulato su Virtual Console di Nintendo 3DS e pubblicato prima in Giappone (ottobre 2011) e successivamente in Europa (febbraio 2012) e Nord America (maggio 2012).

## Accoglienza
| Testata                   | Giudizio |
| ------------------------- | -------- |
| Electronic Gaming Monthly | 7,875/10 |
| Jeuxvideo.com             | 16/20    |
| Planet Game Boy           | 5/5      |

Al momento della pubblicazione, i quattro recensori di Electronic Gaming Monthly hanno applaudito Kirby's Block Ball per aver modificato la formula classica di Breakout così da creare un gioco nuovo e divertente. Hanno particolarmente elogiato i potenziamenti unici, sebbene Crispin Boyer e Sushi X abbiano ritenuto che il gioco fosse troppo breve e facile. In seguito si è classificato secondo nella classifica "Gioco Portatile dell'Anno" (dopo Tetris Attack) redatta dalla stessa rivista. Nintendo Power ha affermato di aver apprezzato Block Ball e il suo numero di livelli, chiedendosi però come venissero usati i suoi otto megabit di memoria. La rivista definì inoltre innovative le sezioni in cui Kirby mangia i blocchi indistruttibili. Tutti e sei i recensori della rivista hanno consigliato il gioco.
IGN ha scritto che il gioco è stato principalmente ricordato come "un clone di Arkanoid o Breakout con la pelle del franchise di Kirby". La serie Kirby divenne nota per il suo numero di spin-off non platform, di cui Block Ball era uno, come Kirby's Pinball Land e Kirby's Dream Course. La forma sferica di Kirby si prestava a ruoli da palla. IGN ha scritto che Block Ball è stato il primo spin-off di Kirby "veramente disponibile", ma che il gioco era troppo breve.
Planet Game Boy lo ha definito uno dei dieci "classici di tutti i tempi" del Game Boy originale e GamesRadar lo ha inserito tra i 25 migliori giochi per Game Boy pubblicati. Hanno considerato Kirby's Block Ball un miglioramento rispetto a Alleyway, un titolo di lancio per Game Boy e un clone di Breakout. IGN ha consigliato il gioco al suo rilascio 3DS sia in generale che per i fan di Breakout. Nintendo World Report ha consigliato il gioco ai giocatori a cui piacciono i giochi a punteggio e lo ha definito la migliore versione di Breakout realizzata. I revisori retrospettivi hanno trovato il gioco gradevole e hanno elogiato l'ingegno dietro il gameplay e i temi di Kirby. Kirby's Block Ball ha però ricevuto il punteggio più basso possibile con il metro di giudizio "Yamanote Scoring System for Portable Games" di Tim Rogers del 2004, che consisteva di giocare contando nel frattempo le fermate sulla linea ferroviaria Yamanote di Tokyo fino a quando non si perdeva interesse, ottenendo il punteggio di 1 sola fermata. Lo definì "troppo maledettamente insipido".
In una recensione retrospettiva, Jeuxvideo.com ha ricevuto grandi elogi per il level design, la grafica e le animazioni. Hanno anche trovato la musica eccellente rispetto alla colonna sonora fastidiosa e ripetitiva della maggior parte dei cloni di Breakout. Alla rivista piaceva anche il modo in cui il gioco si adattava all'universo di Kirby, a parte la sua maggiore difficoltà: occasionalmente era infatti problematico colpire con precisione la palla a ritmo lento.